# Richard Stearns (Segler)
Richard Irving „Dick“ Stearns III (* 4. September 1927 in Evanston, Illinois; † 25. Januar 2022 in Delavan, Wisconsin) war ein US-amerikanischer Segler.

## Erfolge
Richard Stearns, der Mitglied im Shore & Chicago Yacht Clubs war, nahm im Starboot bei den Olympischen Spielen 1964 in Tokio teil. Gemeinsam mit Lynn Williams beendete er die Regatta auf dem zweiten Platz hinter Durward Knowles und Cecil Cooke von den Bahamas sowie vor den Schweden Pelle Petterson und Holger Sundström, womit sie die Silbermedaille erhielten. Bei Weltmeisterschaften platzierte sich Stearns im Starboot viermal auf dem Podium: 1947 wurde er mit Robert Rodgers zunächst in Los Angeles Dritter, vier Jahre später belegte er in Gibson Island mit Rodgers den zweiten Platz. Mit Lynn Williams wurde er schließlich 1962 in Cascais Weltmeister. 1966 in Kiel wurden Stearns und Williams gemeinsam Dritte. Bei den Panamerikanischen Spielen 1963 in São Paulo sicherte er sich im Starboot mit Robert Halperin außerdem die Goldmedaille.
Mit Halperin, Gary Comer und zwei Mitarbeitern seiner Segelmacher-Firma gründete Stearns 1963 außerdem das Unternehmen Lands’ End als Versandhandel.